# Ali Abdullah asch-Schamlan
Ali Abdullah asch-Schamlan (arabisch علي عبد الله الشملان, DMG ʿAlī ʿAbd Allāh aš-Šamlān; auch Ali Abdullah Al-Shamlan; * 8. März 1945 in Kuwait) ist ein kuwaitischer Wissenschaftler. Er ist der Generaldirektor der Kuwaitischen Stiftung zur Förderung der Wissenschaft (مؤسسة الكويت للتقدم العلمي / Kuwait Foundation for the Advancement of Sciences; Abk. KFAS). Er ist ein ehemaliger Minister für Höhere Bildung, Kuwait.
Er graduierte an der Universität Kuwait mit einem PhD in Geologie, wo er seit 1985 als Professor lehrt.
Er war einer der 138 Unterzeichner des offenen Briefes Ein gemeinsames Wort zwischen Uns und Euch (engl. A Common Word Between Us & You), den Persönlichkeiten des Islam an „Führer christlicher Kirchen überall“ (engl. "Leaders of Christian Churches, everywhere …") sandten (13. Oktober 2007).